# Коктебель
Коктебе́ль (крим. Köktöbel; у 1945–1992 роках — Планерське) — селище в Україні, у складі Феодосійського району Автономної Республіки Крим. З березня 2014 року окуповано Російською Федерацією разом з усім Кримом.

## Назва
Коктебель з кримськотатарської мови — «країна блакитних скель».
Але більш обґрунтованою з наукової точки зору є інша версія. Словом töbel у кримськотатарській мові називають цятку на лобі у тварини. А kök töbel означає «сірий [кінь] із цяткою на лобі». На користь цієї версії свідчить те, що до середини XX століття в Джанкойському районі Криму існувало село Кара-Тебель (qara töbel — «вороний [кінь] із цяткою на лобі»). Можливо, коктебель і каратебель — це назви кипчацьких родів, кочували в Середні віки в степовій частині Криму.

## Загальні відомості
Розташований на південно-східному узбережжі Чорного моря біля підніжжя гірського масиву Кара-Даг, за 116 км від кримської столиці Сімферополя і за 21 км від найближчої залізничної станції в місті Феодосія (автошлях Р29). Автовокзал забезпечує автобусний зв'язок із містами Сімферополь, Судак, Керч. Постійно курсують маршрутні таксі. У селищі є маршрутки типу 1, 2, 3…, що пов'язують усі вулиці та проспекти Коктебеля.

## Населення
2841 осіб (2001 р.), у тому числі: росіян — 50 %, українців — 36 %, проживають також кримські татари, болгари, греки, німці і представники інших національностей.
Всеукраїнський перепис 2001 року показав наступний розподіл по носіям мови
| Мова              | відсоток |
| ----------------- | -------- |
| російська         | 94,76    |
| українська        | 2,57     |
| кримськотатарська | 2,25     |
| інші              | 0,18     |

## Історія
Долини навколо Кара-Дагу здавна були заселені. Свідчення тому — бронзові сокири, знайдені біля східного схилу Святої гори. У VIII столітті на місці нинішнього Коктебеля був великий для того часу порт. У X столітті поселення зруйнували печеніги. Життя відновилося приблизно через 300 років. Із часом виникає невелике селище під назвою Коктебель 
Наприкінці XIII сторіччя поселення захопили венеційці, на картах того часу вказані колонії Посідіма, Калітра та Меганоме, Посідімію асоціюють з Коктебелем. В 60-х роках XIV сторіччя його відбили генуезці. В XV сторіччі місцевість опинилася під владою кримських ханів.
Коктебель у довоєнний час входив до складу Старо-Кримського району Кримської АРСР. У 1945 році селище було перейменоване на Планерське і входило до складу Судацького району Кримської області.
З 1960 року — смт, з 1979 року — у складі Судацького району, а з 1991 року — знов у складі міськради Феодосії.
У 2013 році голову селищної ради Олексія Булигу, який перебував на цій посаді з 1991 року, засудили до 3-х років позбавлення волі через незаконну передачу комунальної власності в оренду.

## Природні ресурси

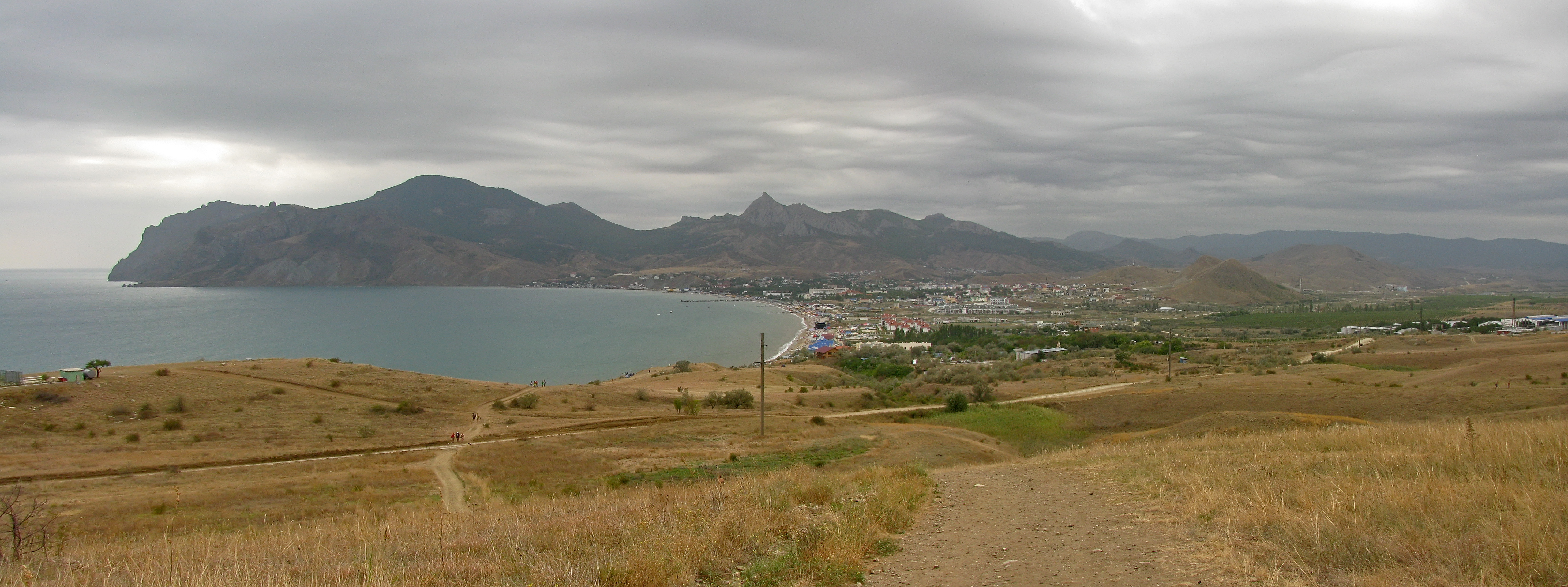
Тиха бухта Коктебель Panorama

Природно-ресурсний потенціал — сприятливі кліматичні умови для відпочинку.
Коктебель — курортне селище, що добре відоме в Україні і далеко за її межами.
Селище розташоване на межі гір, лісу і степу, що формує цілющий сухий і теплий клімат.

## Соціальна сфера
У селищі — 1 загальноосвітня школа; 2 дитячих садка; лікарня; школа мистецтв, Палац культури «Юбілейний», бібліотека; 1 пансіонат, 1 турбаза, Будинок творчості письменників «Коктебель», 4 бази відпочинку, 3 оздоровчих дитячих табори, 2 автокемпінги, готель; Будинок-музей М. Волошина; православний християнський храм.

## Пам'ятки та визначні місця
- У південній частині Коктебельської долини розташоване плато Тепсень — середньовічне городище, архітектурно-археологічна пам'ятка.
- У 1997 році в селищі встановлена меморіальна дошка мистецтвознавцю, перекладачу, художнику А. Габрічевському. З 1984 у селищі діє Будинок-музей Максиміліана Волошина (44°57′30″ пн. ш. 35°14′49″ сх. д. / 44.95833° пн. ш. 35.24694° сх. д.).
- Поблизу Коктебеля розташований Карадазький заповідник.
- З 1970 року в селищі створена Енотека Коктебеля, подібна є в Масандрі.

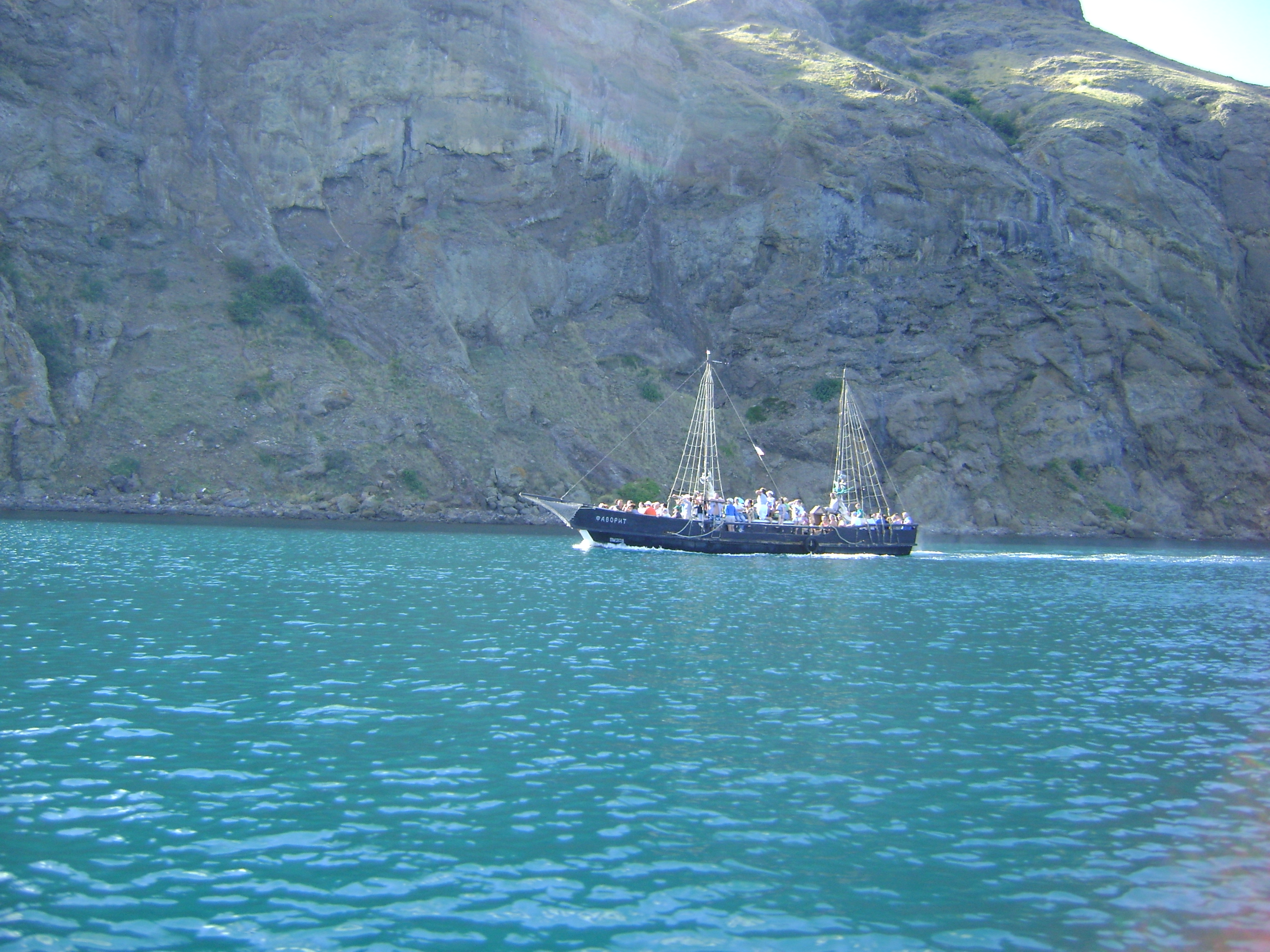
Подорож з Коктебелю до Курортного.
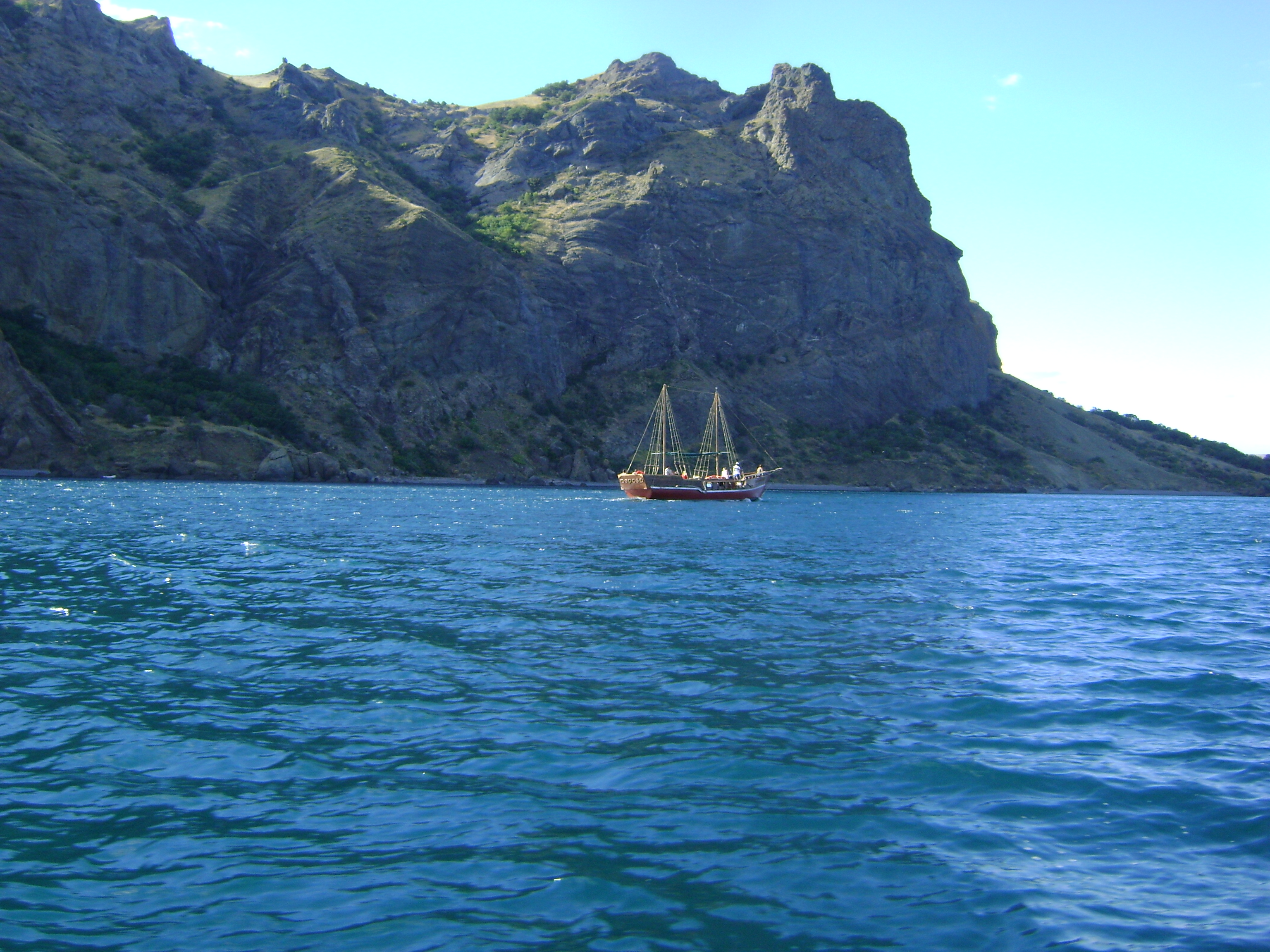
Морська прогулянка повз Карадаг.

## Культура
У селищі з 6 по 10 вересня в Будинку-музеї Максиміліана Волошина пройшов IX міжнародний науково-творчий симпозіум «Волошинський вересень». Він зібрав представників 26 країн.
Починаючи з 2003 року Коктебель став місцем проведення міжнародного музичного фестивалю Jazz Koktebel.

## Персоналії
З містом пов'язане життя багатьох діячів культури і науки: засновника дачного Коктебеля — академіка, лікаря ученого-виноградаря Едуарда Юнге; поета і художника Максиміліана Волошина, у будинку якого відпочивали Максим Горький, Олександр Грін, Михайло Булгаков, Марина Цвєтаєва, Ілля Еренбург; археолога Павла Шульца; письменниця Марієтта Шагінян; академік і конструктор космічних кораблів Сергій Корольов.
У 20-30-х рр. в околицях Коктебеля регулярно проводилися змагання з планерного спорту. Тут починали свій шлях в небо відомі льотчики і авіаконструктори: Сергій Анохін, Олег Антонов, Костянтин Арцеулов, Сергій Іллюшин та інші.